# Armsfeld
Armsfeld ist ein Stadtteil von Bad Wildungen im südöstlichen Teil des nordhessischen Landkreises Waldeck-Frankenberg.

## Geographie
Der Ort liegt am Oberlauf der Urff im Kellerwald in einer waldreichen Umgebung etwa 8 km südlich der Kernstadt Bad Wildungen. Die gesamte Gemarkung ist Teil des Naturparks Kellerwald-Edersee; am östlichen Ortsrand verläuft der Kellerwaldsteig.

## Geschichte

### Ortsgeschichte
Im 12. Jahrhundert wird der Ort erstmals als „unscheinbarer“ Besitz der „Junker von Ermbrechtisfelde“ erwähnt (Über dieses Adelsgeschlecht ist nur wenig bekannt).
Die üppigen Buchen- und Eichenwälder, besonders aber wertvolle Rohstoffe wie Blei und Eisen waren die treibende Kraft einer vorindustriellen Berg- und Eisenindustrie. Im Jahre 1253, so ist es überliefert, übertrugen der Ludowinger Ministeriale Conrad von Ermbrechtisfelde und seine Lebensgefährtin „zu ihrem Seelenheil“ ihre gesamten Besitzungen, darunter ein Drittel des Dorfes, gegen eine lebenslange Rente an das Kloster Haina. 1254 erwarb das Kloster auch die beiden anderen Drittel durch Schenkung von Ludwig und Volknand von Zwehren und durch Tausch von den Herren Heinrich und Eckehardt von Ermbrechtisfelde. Im Mai 1281 wurde das Dorf auf Bitten des Klosters von Graf Otto I. von Waldeck von allen Diensten und Abgaben gegenüber der Grafschaft befreit.
Grenzstreitigkeiten zwischen der Landgrafschaft Hessen und der Grafschaft Waldeck, bei denen es um die Nutzung von Bodenschätzen ging, führten 1510 fast zur Zerstörung des Dorfes durch landgräfliche Truppen unter Eberhard Schenck zu Schweinsberg und Hermann Schütze.
Nachdem im Jahre 1526 in der Landgrafschaft Hessen und in der Grafschaft Waldeck die Reformation eingeführt worden war, kam es zu weiteren Streitigkeiten, da Armsfeld einerseits seit 1253/54 eine Klosterpfarrei des nunmehr aufgelösten und als Landeshospital der Landgrafschaft Hessen gehörenden Klosters Haina gewesen war, andererseits aber auch seit 1502 zum Bereich der Erzpriesterkirche Bergheim und damit kirchlich zu Waldeck gehörte. Als Landgraf Moritz von Hessen-Kassel 1605 zum Calvinismus übertrat, spitzten sich die Konflikte zu, da der Armsfelder Pfarrer von Hessen-Kassel besoldet wurde, ihm aber wie allen waldeckischen Pfarrern die Befolgung der in Hessen-Kassel eingeführten kirchlichen Reformen verboten war. Der Streit darum, welche kirchliche Behörde nun den Pfarrer zu stellen und zu versorgen hatte und nach welcher Lehre das Abendmahl zu zelebrieren sei, wurde gelegentlich sogar mit Gewalt ausgetragen.
Im 19. Jahrhundert handelten sich die Armsfelder den spöttischen Beinamen „Armsfelder Dickwätze“ ein, zurückzuführen auf die zunehmende Anzahl wohlgenährter Schweine, die sich in den weiten Buchen- und Eichenwäldern ausgiebig sattfressen konnten.
Das Aufblühen der Eisenindustrie im Ruhrgebiet führte ab etwa 1840 zu einer allmählichen Abwanderung von Menschen dorthin. Eine Anzahl Armsfelder wanderte in der zweiten Hälfte des 19. Jahrhunderts zudem nach Amerika aus, so dass der im Jahre 1840 erreichte Höchststand von 441 Einwohnern seitdem nie wieder erreicht wurde.
Im Rahmen des Vertragsnaturschutzes engagieren sich seit 1992 die ortsansässigen Landwirte in der Landschaftspflege des Naturparks Kellerwald-Edersee.
Hessische Gebietsreform (1970–1977)
Im Zuge der Gebietsreform in Hessen wurde die bis dahin selbständige Gemeinde Armsfeld zum 1. Dezember 1971 auf freiwilliger Basis in die Stadt Bad Wildungen eingemeindet.
Für Armsfeld wie für alle im Zuge der Gebietsreform nach Bad Wildungen eingegliederten Gemeinden wurden Ortsbezirke mit Ortsbeirat und Ortsvorsteher nach der Hessischen Gemeindeordnung gebildet.

### Verwaltungsgeschichte im Überblick
Die folgende Liste zeigt die Staaten und Verwaltungseinheiten, in denen Armsfeld lag:
- vor 1712: Heiliges Römisches Reich, Grafschaft Waldeck, Amt Wildungen
- ab 1712: Heiliges Römisches Reich, Fürstentum Waldeck, Amt Wildungen
- ab 1807: Fürstentum Waldeck, Amt Wildungen
- ab 1815: Fürstentum Waldeck, Oberamt der Eder
- ab 1816: Fürstentum Waldeck, Oberjustizamt der Eder
- ab 1850: Fürstentum Waldeck-Pyrmont (seit 1849), Kreis der Eder[Anm. 1]
- ab 1867: Fürstentum Waldeck-Pyrmont (Akzessionsvertrag mit Preußen), Kreis der Eder
- ab 1871: Deutsches Reich, Fürstentum Waldeck-Pyrmont, Kreis der Eder
- ab 1919: Deutsches Reich, Freistaat Waldeck-Pyrmont, Kreis der Eder
- ab 1929: Deutsches Reich, Freistaat Preußen, Provinz Hessen-Nassau, Regierungsbezirk Kassel, Kreis der Eder
- ab 1942: Deutsches Reich, Freistaat Preußen, Provinz Hessen-Nassau, Regierungsbezirk Kassel, Landkreis Waldeck
- ab 1944: Deutsches Reich, Freistaat Preußen, Provinz Kurhessen, Regierungsbezirk Kassel, Landkreis Waldeck
- ab 1945: Deutsches Reich, Amerikanische Besatzungszone, Groß-Hessen, Regierungsbezirk Kassel, Landkreis Waldeck
- ab 1946: Deutsches Reich, Amerikanische Besatzungszone, Hessen, Regierungsbezirk Kassel, Landkreis Waldeck
- ab 1949: Bundesrepublik Deutschland, Hessen, Regierungsbezirk Kassel, Landkreis Waldeck
- ab 1971: Bundesrepublik Deutschland, Hessen, Regierungsbezirk Kassel, Landkreis Waldeck, Stadt Bad Wildungen
- ab 1974: Bundesrepublik Deutschland, Hessen, Regierungsbezirk Kassel, Landkreis Waldeck-Frankenberg, Stadt Bad Wildungen

### Bevölkerung
Einwohnerstruktur 2011
Nach den Erhebungen des Zensus 2011 lebten am Stichtag dem 9. Mai 2011 in Armsfeld 282 Einwohner. Darunter waren keine Ausländer. Nach dem Lebensalter waren 18 Einwohner unter 18 Jahren, 120 waren zwischen 18 und 49, 561 zwischen 50 und 64 und 531 Einwohner waren älter. Die Einwohner lebten in 120 Haushalten. Davon waren 33 Singlehaushalte, 33 Paare ohne Kinder und 42 Paare mit Kindern, sowie 12 Alleinerziehende und keine Wohngemeinschaften. In 21 Haushalten lebten ausschließlich Senioren und in 78 Haushaltungen leben keine Senioren.
Einwohnerentwicklung
| Quelle: Historisches Ortslexikon |                          |
| • 1620:                          | 40 Häuser                |
| • 1650:                          | 13 Häuser                |
| • 1770:                          | 47 Häuser, 310 Einwohner |

| Armsfeld: Einwohnerzahlen von 1770 bis 2020 | Armsfeld: Einwohnerzahlen von 1770 bis 2020 | Armsfeld: Einwohnerzahlen von 1770 bis 2020 | Armsfeld: Einwohnerzahlen von 1770 bis 2020 | Armsfeld: Einwohnerzahlen von 1770 bis 2020 |
| --- | ------------------------------------------- | ------------------------------------------- | ------------------------------------------- | ------------------------------------------- |
| Jahr |                                             |                                             |                                             | Einwohner                                   |
| 1770 | 1770                                        |                                             | 310                                         | 310                                         |
| 1800 | 1800                                        |                                             | ?                                           | ?                                           |
| 1834 | 1834                                        |                                             | 405                                         | 405                                         |
| 1840 | 1840                                        |                                             | 441                                         | 441                                         |
| 1846 | 1846                                        |                                             | 400                                         | 400                                         |
| 1852 | 1852                                        |                                             | 389                                         | 389                                         |
| 1858 | 1858                                        |                                             | 368                                         | 368                                         |
| 1864 | 1864                                        |                                             | 365                                         | 365                                         |
| 1871 | 1871                                        |                                             | 326                                         | 326                                         |
| 1875 | 1875                                        |                                             | 309                                         | 309                                         |
| 1885 | 1885                                        |                                             | 316                                         | 316                                         |
| 1895 | 1895                                        |                                             | 306                                         | 306                                         |
| 1905 | 1905                                        |                                             | 284                                         | 284                                         |
| 1910 | 1910                                        |                                             | 287                                         | 287                                         |
| 1925 | 1925                                        |                                             | 251                                         | 251                                         |
| 1939 | 1939                                        |                                             | 248                                         | 248                                         |
| 1946 | 1946                                        |                                             | 336                                         | 336                                         |
| 1950 | 1950                                        |                                             | 326                                         | 326                                         |
| 1956 | 1956                                        |                                             | 290                                         | 290                                         |
| 1961 | 1961                                        |                                             | 280                                         | 280                                         |
| 1967 | 1967                                        |                                             | 286                                         | 286                                         |
| 1980 | 1980                                        |                                             | ?                                           | ?                                           |
| 1990 | 1990                                        |                                             | ?                                           | ?                                           |
| 2000 | 2000                                        |                                             | ?                                           | ?                                           |
| 2011 | 2011                                        |                                             | 282                                         | 282                                         |
| 2015 | 2015                                        |                                             | 277                                         | 277                                         |
| 2020 | 2020                                        |                                             | 282                                         | 282                                         |
| Datenquelle: Historisches Gemeindeverzeichnis für Hessen: Die Bevölkerung der Gemeinden 1834 bis 1967. Wiesbaden: Hessisches Statistisches Landesamt, 1968. Weitere Quellen: bis 1967 LAGIS; Stadt Bad Wildungen; Zensus 2011 |                                             |                                             |                                             |                                             |

Historische Religionszugehörigkeit
| • 1885: | 360 evangelische (= 100 %) Einwohner                                |
| • 1961: | 278 evangelische (= 99,29 %), zwei katholische (= 0,71 %) Einwohner |

## Dorfkirche

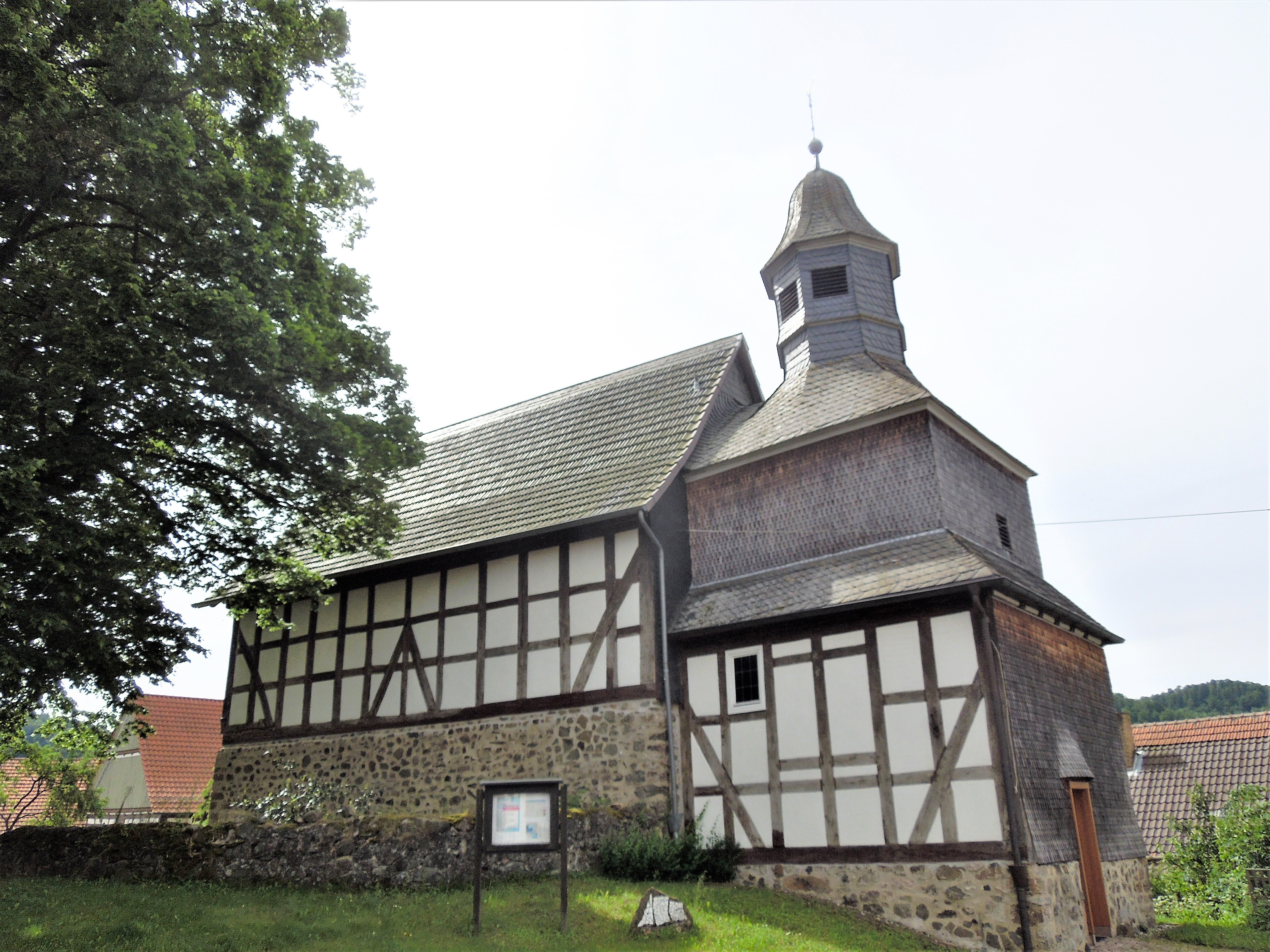
Die Fachwerkkirche

Die 1587 erbaute und um 1650 um Glockenturm und einen Vorraum erweiterte denkmalgeschützte Evangelische Kirche Armsfeld ist eine der ältesten Fachwerkkirchen in Hessen. Restauriert wurde die Kirche im Jahre 2007. Im Inneren befindet sich eine L-förmige Empore. Der Barockaltar stammt aus Lelbach. Die Orgel wurde im Jahre 1732 von dem Orgelbauer Daniel Mütze erbaut und zuletzt 2011 von dem Rotenburger Orgelbauer Dieter Noeske restauriert.

## Persönlichkeiten
Am 6. Dezember 1589 wurde der Philosoph Christoph Scheibler in Armsfeld geboren.